# Demetriusz (król Tesaloniki)
Demetriusz (ur. 1205; zm. 1230) – król Tesaloniki w latach 1207 – 1224, syn Bonifacego z Montferratu i Marii węgierskiej.
Otrzymał imię Demetriusza patrona Tesaloniki w związku z cudownym ocaleniem miasta z rąk oblegających go tego roku Bułgarów. Po śmierci Bonifacego w 1207 roku armia bułgarska ponownie stanęła pod murami Tesaloniki. Od ostatecznego upadku uratowała królestwo śmierć cara bułgarskiego Kałojana zamordowanego w obozie pod Tesaloniką, w wyniku spisku bojarów w październiku 1207 roku. Tesaloniczanie utrzymywali, że to święty Demetriusz przebił włócznią Kałojana.
Śmierć Bonifacego podzieliła królestwo. Przeciwko rządzącej państwem w imieniu małoletniego Demetriusza Marii wystąpił Herbert de Briandette z popierającymi go baronami lombardzkimi – opowiadającymi się za całkowitą niezależnością Tesaloniki od Cesarstwa Łacińskiego i nawiązaniem ściślejszych związków z północnymi Włochami. Ich przeciwnicy głównie Niemcy i Burgundczycy popierali regentkę, uznając zwierzchnictwo cesarza łacińskiego. Walki wewnętrzne skłoniły do interwencji cesarza Henryka. 15 grudnia 1208 roku wyruszył z Konstantynopola. Prowadząc po drodze pertraktacje z buntownikami dotarł do Tesaloniki, po czym nieoczekiwanie zajął miasto i w styczniu 1209 roku koronował Demetriusza na króla Tesaloniki. Mediacyjny zjazd baronów w Ravennice w maju 1209 roku został zbojkotowany przez Lombardczyków. Wprawdzie Henryk zaatakował ich bazę w Tebach i zmusił do ustępstw, nie doprowadził jednak do porozumienia. W rezultacie znaczna część baronów i rycerzy opuściła królestwo Tesaloniki, co osłabiło w następnych latach znacznie potencjał militarny państwa. W 1210 roku tesalskie posiadłości Demetriusza zaatakował Michał I Angelos i został odparty. Jednak już jego kolejna wyprawa w 1212 roku doprowadziła do zajęcia znacznych obszarów Tesalii wokół Larisy i do odcięcia królestwa od państw łacińskich na południu Grecji. Następca Michała, Teodor Dukas Komnen dokończył podboju Tesalii. W latach 1218 – 1221 okrążył królestwo od północy zdobywając tereny w Macedonii i Tracji i odcinając tym samym Demetriusza od Cesarstwa Łacińskiego. W 1224 roku po długim oblężeniu zdobył Tesalonikę, likwidując królestwo Tesaloniki. Demetriusz próbował przeciwdziałać pochodowi Teodora i zabiegał w Italii o pomoc przeciw Epirowi. Doprowadził nawet do wylądowania w Grecji swego przyrodniego brata Wilhelma. Zanim jednak doszło do starcia z wojskami Greków, Wilhelm zmarł na dyzenterię w obozie, a ekspedycja załamała się.